# Hyalinella punctata
Hyalinella punctata is een mosdiertjessoort uit de familie van de Hyalinellidae. De wetenschappelijke naam van de soort is voor het eerst geldig gepubliceerd in 1850 door Hancock.